# Venezuela nos Jogos Olímpicos de Inverno de 2006
A Venezuela mandou apenas 1 competidor para os Jogos Olímpicos de Inverno de 2006, em Turim, na Itália. O único competidor foi o atleta de luge Werner Hoeger.

## Desempenho

### Luge
| Atleta        | Evento               | Final      | Final      | Final      | Final      | Final    | Final |
| Atleta        | Evento               | 1ª corrida | 2ª corrida | 3ª corrida | 4ª corrida | Total    | Pos.  |
| ------------- | -------------------- | ---------- | ---------- | ---------- | ---------- | -------- | ----- |
| Werner Hoeger | Individual masculino | 56.754     | 55.411     | 56.256     | 55.169     | 3:43.590 | 32    |

Legenda
| Recorde mundial      | Recorde mundial (World record)               |                       | Recorde africano                      | Recorde africano (African) |                                           | Q | Classificado por posição (Qualified) |
| Recorde olímpico     | Recorde olímpico (Olympic record)            | Recorde da América    | Recorde da América (Americas)         | q                          | Classificado por melhor tempo (Qualified) |   |                                      |
| Melhor marca do ano  | Melhor marca do ano (World leading)          | Recorde asiático      | Recorde asiático (Asian)              | DNS                        | Não largou (Did not start)                |   |                                      |
| Recorde nacional     | Recorde nacional (National record)           | Recorde europeu       | Recorde europeu (European)            | DNF                        | Não terminou (Did not finish)             |   |                                      |
| Recorde pessoal      | Recorde pessoal do atleta (Personal best)    | Recorde da Oceania    | Recorde da Oceania (Oceania)          | DSQ / DQ                   | Desclassificado (Disqualified)            |   |                                      |
| Recorde da temporada | Recorde da temporada do atleta (Season best) | Recorde sul-americano | Recorde sul-americano (South America) | NM                         | Sem marca (No mark)                       |   |                                      |